# Just A-Sittin' and A-Rockin'
Just A-Sittin' and A-Rockin' is een compositie van jazz-bandleider Duke Ellington en Billy Strayhorn uit 1941. De tekst van de song, over een geliefde die is weggelopen, werd geschreven door Lee Gaines.
Het nummer kwam voor het eerst uit in september van dat jaar, op Victor Records. Aanvankelijk vermeldde het label van de plaat de titel "Just a-Settin' and a-Rockin'", op latere persingen was dat "Just A-Sittin' and A-Rockin'". 
De opname was geen grote hit voor Ellington, maar de orkestleider heeft het tot halverwege de jaren zestig bij optredens gespeeld en verschillende keren 'opnieuw' opgenomen, voor Capitol, Columbia (bijvoorbeeld met Rosemary Clooney) en Verve Records (Ella Fitzgerald). Ook zijn bandleden hebben het na hun tijd bij Ellington vaak gespeeld en op de plaat gezet. 
Andere musici, groepen en vocalisten die het opnamen zijn onder meer Art Tatum, Woody Herman, Stan Kenton, Milt Jackson, Buddy Rich Oscar Peterson, Horace Parlan en Cleo Laine. 